# Jumellea anjouanensis
Jumellea anjouanensis är en orkidéart som först beskrevs av Achille Eugène Finet, och fick sitt nu gällande namn av Joseph Marie Henry Alfred Perrier de la Bâthie. Jumellea anjouanensis ingår i släktet Jumellea och familjen orkidéer.
Artens utbredningsområde är Komorerna. Inga underarter finns listade i Catalogue of Life.